# Antonio Sant’Elia

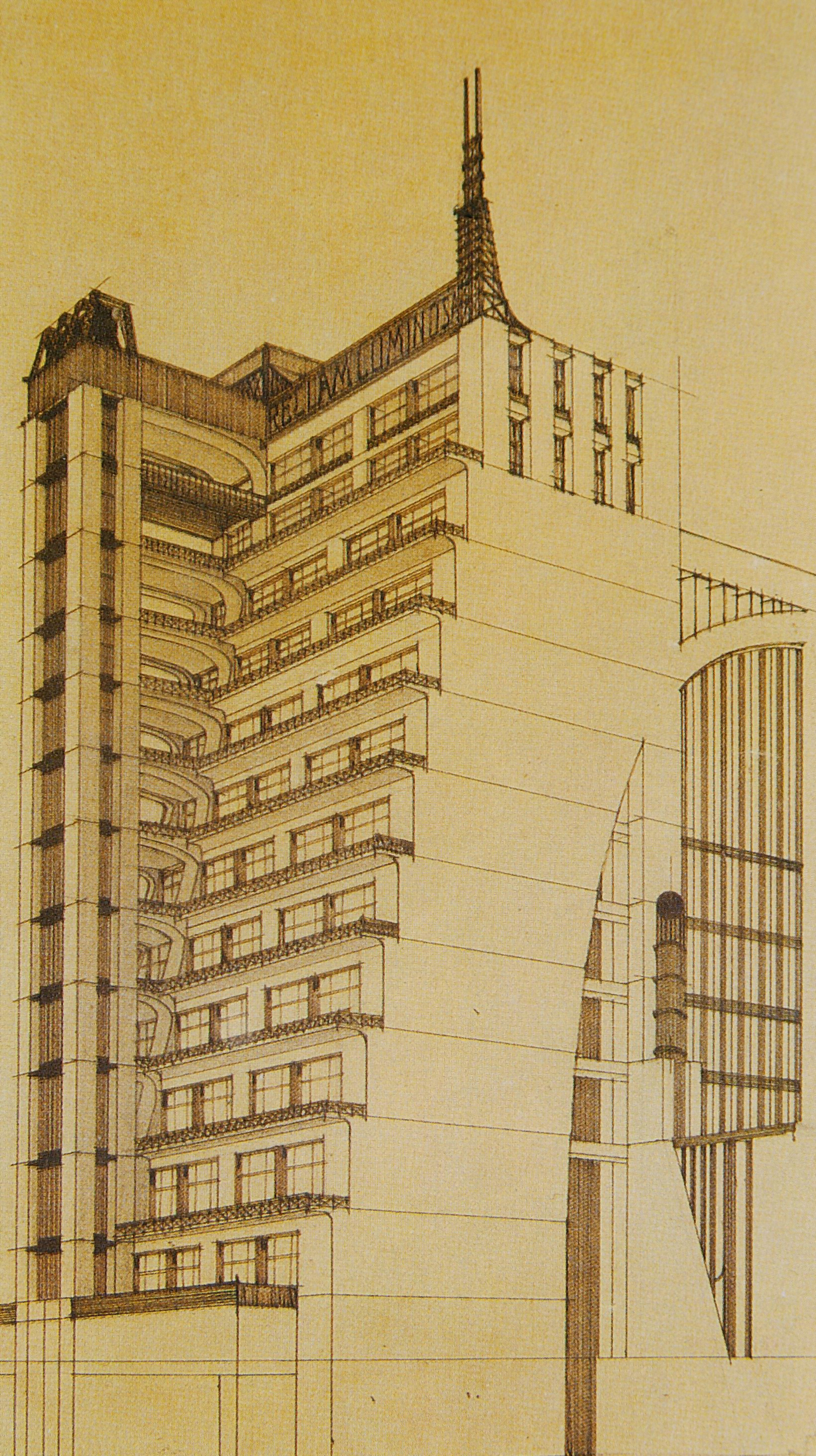
Antonio Sant’Elia, rysunek wieżowca z La Citta Nuova

Antonio Sant’Elia (ur. 30 kwietnia 1888 w Como, zm. 10 października 1916 w Monfalcone) – włoski architekt związany z ruchem futurystycznym.
Sant’Elia uczęszczał do technikum budowlanego w Como, a następnie do Accademia di Brera w Mediolanie i Accademia di Belle Arti (Akademii Sztuk Pięknych) w Bolonii. W 1912 otworzył swoje biuro architektoniczne w Mediolanie. Związał się z futurystami. Pozostawał pod wpływem włoskich architektów secesyjnych Raimondo D’Aronco i Giuseppe Sommarugi, lecz również austriackich Ottona Wagnera i Adolfa Loosa.
Zainspirowany znaną sobie tylko z książek i czasopism architekturą wielkich miast amerykańskich, stworzył w latach 1912–1914 serię rysunków perspektywicznych pod tytułem La Città Nuova, rozwiązujących w modelowy sposób nowoczesną organizację zabudowy i komunikacji Mediolanu. Przedstawił na nich piętrzące się tarasowo wieżowce, napowietrzne koleje aglomeracyjne, jak również wielki port lotniczy zlokalizowany na dachu dworca kolejowego w centrum miasta. Rysunki te zostały w 1914 przedstawione na wystawie grupy architektonicznej Nuove Tendenze, szeroko kolportowane stały się inspiracją dla nowoczesnych architektów w latach 20., m.in. Le Corbusiera.
W maju 1914 ukazał się katalog wystawy grupy Nuove Tendenze w Mediolanie, gdzie Sant’Elia w pełni przedstawił swoje idee. Natomiast dwa miesiące później, 11 lipca, Filippo Tommaso Marinetti ogłasza swój manifest L’architettura futurista (architektura futurystyczna) inspirując się tekstem Sant’Eli, ale dodając od siebie fragmenty, z którymi Sant’Elia się nie zgadzał.
Sant’Elia zginął na froncie I wojny światowej w 1916.